# ميخائيل لوريس مليكوف
ميخائيل لوريس مليكوف ( 21 أكتوبر 1824 - 24 ديسمبر 1888) كان رجل دولة روسي من أصل أرميني وكان لواءاً في سلاح الفرسان لدى الجيش الإمبراطوري الروسي.